# Beretta (cântec)
Beretta sau Amnezic amnezic este un single al trupei Carla's Dreams lansat pe 12 octombrie 2017.Piesa a fost compusă și produsă de membrii trupei Carla's Dreams.
Piesa a reușit să prindă la public,dar și în topul clasamentelor muzicale din România și Republica Moldova.De asemenea videoclipul a ajuns în Trending pe YouTube în primele zile și adunând 1.000.000 de vizualizări la doar câteva zile de la lansare.

## Bazele proiectului
Beretta a fost scrisă de membrii trupei Carla's Dreams,iar de producție s-au ocupat Alex Cotoi și Carla's Dreams.

## Live
Piesa a fost interpertată live pentru prima dată la postul de radio Kiss FM în octombrie 2017. Clipul cu prestația trupei a fost încărcat pe canalul de YouTube al postului și a reușit să adune până în prezent peste 208.000 de vizualizări. Piesa a fost cântată foarte des la concertele trupei de atunci până în prezent. De asemenea piesa a fost interpretată și într-una din galele live al emisiunii X Factor în decembrie 2017.

## Videoclip

Solistul trupei Carla's Dreams prezentat în camera cu picturi

Filmările videoclipului au avut loc la Chișinău sub regia lui Roman Burlaca,regizorul care a mai filmat clipuri pentru trupă. Videoclipul este unul plin de simboluri și metafore. Clipul prezintă povestea unui artist,fiind reprezentarea lui Eros,care încearcă să picteze portetul perfect al unei femei prin încercarea de picta părțile perfecte a șase femei. El nu vede ce desenează pentru că desenează cu zeamă de lămâie. Când pune picturile deasupra focului,mereu apare același desen,Hel,zeița morții.Aceste picturi duce la concluzia că el face asta de mult timp. Într-un final,utilizând aceeași tehnică de a picta fără a analiza rezultatul,îl desenează pe Thanatos. Clipul se încheie cu artistul care pare că încarcă o pușcă,referință la titlul piesei. Prin interpetarea simbolurilor prezentate în clip,s-ar deduce faptul că artistul se sinucide la sfârșitul clipului. Aceste scene sunt interpuse cu câteva scene pe care îl prezintă pe solistul trupei în camera cu picturile artistului. Videoclipul a fost încărcat pe canalul de YouTube al trupei și a adunat până în prezent peste 55.500.000 de vizualizări.

## Perfomanța în topuri
În categoria pieselor românești,"Beretta" debutează pe poziția a-8-a cu un număr de 97 de difuzări,la doar 2 luni de la lansarea piesei. Cea mai înaltă poziție pe care a ocupat-o piesa a fost locul al-2-lea,poziție pe care staționează timp de 4 săptămâni consecutive.

## Topuri
| Grafic (2017-2018)                                 | Poziția |
| -------------------------------------------------- | ------- |
| Republica Moldova (Airplay Top 100)                | 2       |
| România (Romanian Top 100)                         | 2       |
| România (Media Forest)                             | 2       |
| România (Kiss Top 40/Kiss FM)                      | 2       |
| România (Most Wanted/Radio Zu)                     | 2       |
| România (Virgin Radio Hot 40/Virgin Radio Romania) | 1       |

## Lansări
| Țara    | Data              | Format           | Casa de discuri |
| ------- | ----------------- | ---------------- | --------------- |
| România | 12 octombrie 2017 | Digital download | Global Records  |